# Eugagrella jacobsoni
Eugagrella jacobsoni is een hooiwagen uit de familie Sclerosomatidae.